# Réserve naturelle régionale de la mine du Verdy
Pour les articles homonymes, voir Verdy.
La  réserve naturelle régionale de la mine du Verdy  (RNR 79) à Pollionnay est une réserve naturelle régionale (RNR) de la région Auvergne-Rhône-Alpes. Première réserve naturelle volontaire du Rhône en 1990, puis en 2008, première et seule réserve naturelle régionale du département du Rhône. elle est aussi la plus petite réserve naturelle de France avec 0,053 5 hectare (la plus grande mesure 166 millions d'hectares!). Elle protège une ancienne mine qui sert de gîte à chauves-souris, mais aussi des lichens, des plantes vasculaires.

## Localisation
Le territoire de la réserve naturelle est dans le département du Rhône, dans les Monts du Lyonnais, sur la commune de Pollionnay à une quinzaine de kilomètres à l'ouest de Lyon. Il est composé d'une  parcelle cadastrale entourant l'orifice d'entrée de la mine. Sous cette parcelle, se trouvent 350 mètres d'anciennes galeries de la mine.

## Histoire du site et de la réserve
Depuis sa découverte en 1890, la mine du Verdy a été exploitée pour la barite, puis à partir de 1915 pour la fluorine. Elle a fourni 8 500 tonnes de minerai puis a été abandonnée vers 1940 et a servi de décharge sauvage pendant 40 ans. 
En 1985, elle est "redécouverte" par des naturalistes puis acquise en février 1988 par la FRAPNA. Après un nettoyage (200 m3 d’ordures extraits), le terrain est remodelé puis sécurisé en extérieur. Le site est classé réserve naturelle volontaire en 1990, puis réserve naturelle régionale en 2008.

## Écologie (biodiversité, intérêt écopaysager…)
Les grottes sont rares dans le Rhône, c'est pourquoi les mines ou carrières abandonnées comme la mine du Verdy y sont importantes pour la biodiversité. Plus de 500 espèces ont été inventoriées sur ce site, si petit soit-il.
C'est principalement pour sa fonction de gîte à chauves-souris caractérisé par une obscurité, une humidité et une température plus ou moins constantes que le site a été classé.

### Faune
Sur les 30 espèces de chiroptères présentes en Rhône-Alpes, on en trouve 10 sur le site, toutes protégées au niveau européen et dont la moitié à fort enjeu patrimonial : la Barbastelle d'Europe, les Vespertilions de Bechstein, de Natterer et de Daubenton, le Vespertilion à oreilles échancrées, le Vespertilion à moustaches, l'Oreillard commun, l'Oreillard gris, le Grand rhinolophe et le Petit rhinolophe, cette dernière étant la plus répandue dans la mine.
L'extérieur du site est fréquenté par des espèces communes comme le Rougequeue noir et la Bergeronnette printanière.
On trouve dans la mine de nombreuses espèces d'invertébrés cavernicoles comme le Niphargus aquilex.

## Intérêt touristique et pédagogique
Le dérangement lié à la fréquentation humaine est préjudiciable pour beaucoup d'espèces sensibles au bruit. L'accès de la mine est donc interdit au public. Son accès est réglementé, les intrusions sont condamnées par la loi par des amendes et peines d'emprisonnement. En outre, des éboulements sont fréquents dans la cavité, ce qui pose des problèmes de sécurité.

## Administration, plan de gestion, règlement
La réserve naturelle est gérée par France Nature Environnement Rhône-Alpes( ex FRAPNA).

### Outils et statut juridique
Le site est propriété de France Nature Environnement Rhône Alpes (ex l'Union Régionale des Fédérations Rhône-Alpes de Protection de la Nature : Frapna). 
Le classement en réserve naturelle volontaire est intervenu par arrêté préfectoral du 3 avril 1990.
La réserve naturelle régionale a été créée par une délibération du Conseil régional de Rhône-Alpes du 25 janvier 2008.
Le contrat permettant la gestion du site a été approuvé par une délibération de la commission permanente du Conseil régional de Rhône-Alpes du 11 avril 2008. Enfin la validation du plan de gestion est intervenue le 30 septembre 2008.
Le site de la mine du Verdy est aussi une ZNIEFF de type 1 de 1,98 ha.